# Lonchocarpus jaliscensis
Lonchocarpus jaliscensis är en ärtväxtart som beskrevs av Henri François Pittier. Lonchocarpus jaliscensis ingår i släktet Lonchocarpus och familjen ärtväxter. Inga underarter finns listade i Catalogue of Life.